# Consonante implosiva bilabial sonora
La implosiva bilabial sonora es un tipo de sonido consonántico, utilizado en algunos idiomas hablados. El símbolo en el Alfabeto Fonético Internacional que representa este sonido es [ɓ], y el equivalente X-SAMPA el símbolo es [b_<].

## Características
Características de la implosiva bilabial sonora:
- Su forma de articulación es oclusiva, lo que significa que se produce obstruyendo el flujo de aire en el tracto vocal. Como la consonante también es oral, sin salida nasal, el flujo de aire está completamente bloqueado y la consonante es una oclusiva.
- Su lugar de articulación es bilabial, lo que significa que está articulado con ambos labios.
- Su fonación es sonora, lo que significa que las cuerdas vocales vibran durante la articulación.
- Es una consonante oral, lo que significa que se permite que el aire escape solo por la boca.
- Debido a que el sonido no se produce con el flujo de aire sobre la lengua, la dicotomía centro-lateral no se aplica.
- El mecanismo de flujo de aire es implosivo (ingreso glotalico), lo que significa que se produce al aspirar aire bombeando la glotis hacia abajo. Dado que se expresa, la glotis no está completamente cerrada, pero permite que una corriente de aire pulmonar escape a través de ella.

## Casos
| Idioma            | Idioma            | Palabra | AFI        | Sentido              | Notas                                                                      |
| ----------------- | ----------------- | ------- | ---------- | -------------------- | -------------------------------------------------------------------------- |
| Ega               | Ega               | [ɓá]    | [ɓá]       | 'echar'              |                                                                            |
| Fula              | Fula              | fulɓe   | [fulɓe]    | 'Persona fulbe' (g.) |                                                                            |
| Goemai            | Goemai            | ḅas ?   | [ɓas]      | 'buscar'             |                                                                            |
| Hausa             | Hausa             | ɓaɓ ewa | [ɓaɓɛua]   | 'disputas'           |                                                                            |
| Inglés            | Sur de EE. UU.    | boy     | [ɓɔɪ̯ ]     | 'chico'              | Posible realización de /b/ al inicio de palabra. Ver fonología del inglés. |
| Jemer             | Jemer             | បី       | [ɓəj]      | 'tres'               |                                                                            |
| Kalabari          | Kalabari          | ḅá      | [ɓá]       | 'matar'              |                                                                            |
| Maya peninsular   | Maya peninsular   | balam   | [ɓalam]    | 'jaguar'             |                                                                            |
| Mono              | Mono              | 'balœ   | [ɓálə́]     | 'en'                 |                                                                            |
| Patois jamaiquino | Patois jamaiquino | beat    | [ɓiːt]     | 'golpear'            | Alófono de /b/ en el inicio de sílabas prominentes.                        |
| Seereer-siin      | Seereer-siin      | ɓood    | [ɓoːd]     | 'arrastrarse'        | Contraste fonológico con la implosiva sorda.                               |
| Sindi             | Sindi             | ٻر      | [ɓaˑrʊ]    | 'niño'               |                                                                            |
| Tera              | Tera              | ɓala    | [ɓala]     | 'hablar'             | Contraste fonológico con la implosiva palatalizada, /ɓʲ/                   |
| Tukang besi       | Tukang besi       | [aɓa]   | [aɓa]      | 'anterior'           |                                                                            |
| Vietnamita        | Vietnamita        | bạn     | [ɓan̪ ˧ˀ˨ʔ] | 'tú'                 | En variación libre con [ʔb].                                               |
| Zulú              | Zulú              | ubaba   | [uɓaːɓa]   | 'mi padre'           |                                                                            |